# Последний трубочист
«Последний трубочист» (эст. Viimane korstnapühkija) — советский кукольный мультфильм режиссёра Эльберта Туганова, созданный на студии «Таллиннфильм» в 1964 году.

## Сюжет
Трубочист чистил печные трубы, и ему это нравилось. Но в городе провели центральное отопление и трубы убрали. Трубочист хотел стать дворником, но передумал и стал развозить и ставить телевизионные антенны на крышах.

## Создатели
- Режиссер: Эльберт Туганов
- Сценаристы: Яан Кросс, Эллен Нийт
- Оператор: Калью Курепыльд
- Художник: Хенно Кяо
- Художник фонов: Хилле Мянник
- Аниматоры: Евгения Леволль, Ардо Крастин, Пеэтер Кюннапу
- Композитор: Арво Пярт
- Монтажер: Майре Пылм
- Монтажеры негатива: Ирья Неэмре, Агнес Лаос
- Директор: Пауль Поттисепп
- Старший администратор: Аита Хелм
- Бухгалтер: Хилма Лаос
- Ассистент оператора: Арво Нуут
- Фотограф: Инге Розиманнус
- Звукооператор: Герман Вахтель
- Ассистент художника: Вийу Вальдин
- Куклы и декорации изготовили: Ильмар Тамре, Хилле Мянник, Тилт Люттер, Элла Руизо

## Отзыв критика
Туганов не чуждается и лирики. Её блестящим образцом является фильм «Последний трубочист» (1964) — полная поэзии современная притча о профессии и гражданском долге, о том, как важно и нужно человеку быть полезным людям, даже тогда, когда ты уже не можешь заниматься привычным для себя делом, которому ты посвятил многие годы.
— Асенин С. В. «Мир мультфильма» 1986